# Get the Picture
Get the Picture was een spelletjesprogramma dat te zien was op Nederland 1. Het programma was een samenwerking tussen de AVRO en de KRO, en bedoeld als opvolger van het programma Boggle. Het programma werd geproduceerd door René Stokvis Producties. Met ingang van 2003 trok de KRO zich terug en werd het televisiespelletje uitsluitend nog geproduceerd voor de AVRO.
In totaal zijn er van Get the Picture 2398 afleveringen uitgezonden. De uitzendingen werden gemiddeld door zo'n 800.000 kijkers bekeken. Eerst werd het gepresenteerd door Judith de Bruijn, waarna Paula Udondek haar opvolgde. De derde en laatste presentatrice was Lucille Werner.

## Spelverloop
Een kandidaat mocht telkens een vakje kiezen door de cursor erop te stoppen. Op ieder vakje stond een letter. De presentator stelde de vraag waarbij het antwoord altijd begon met de letter die op het vakje stond (waarbij bij personen de eerste letter van de achternaam werd bedoeld). Als de kandidaat correct antwoordde, won hij/zij een klein geldbedrag en mocht hij/zij nog een vakje kiezen. Bovendien verdween het vakje en verscheen een deel van een foto. Als de kandidaat het antwoord niet wist, verdween het vakje ook, maar leverde het geen geld op en ging de beurt naar de andere kandidaat. Op het vakje verscheen dan een kruis. Bonusvragen (sterretje), die in het tweede seizoen werden geïntroduceerd, op een vakje telden dubbel. In de tweede ronde verschenen de fotodelen in negatief, wat het raden van de foto moeilijker maakte. Als de kandidaat de vraag dan correct beantwoordde kreeg hij/zij het vakje in zijn of haar kleur en bij een fout antwoord kreeg het vakje de kleur van de tegenstander.
De kandidaat die als eerst zag wie of wat er op de foto stond, mocht op een knop drukken en dan zeggen wie of wat er op de foto stond. In de tweede ronde werden alle vakjes die hij/zij had verdiend hierbij omgedraaid naar positief. Bij een goed antwoord won hij/zij een extra bonus. Bovendien werd dan de gehele foto zichtbaar gemaakt, zodat ook voor de kijker te zien was wie of wat erop stond. Bij een fout antwoord werd het bedrag gehalveerd en ging het spel verder. In de tweede ronde werden dan de positieve vakjes teruggedraaid naar negatief.
Als de speeltijd voorbij was en de foto was nog niet geraden, werd een versnelde ronde gespeeld. De vakjes werden één voor één geopend en degene die de foto zag mocht dan op de knop drukken en het zeggen.
Na twee ronden (de eerste ronde had meestal foto's van voorwerpen, de tweede van personen) ging de kandidaat met het meeste geld door naar de finale, alwaar er nog een extra geldbedrag van ruim 2000 gulden of 1000 euro gewonnen kon worden. In de finale kreeg de kandidaat zeven vragen in 45 seconden. Alle antwoorden van de vragen begonnen met de letter die de kandidaat aan het begin van de finale selecteerde. Bij elk goed antwoord ging er een dubbele cursor over de vakjes heen, en zodra de kandidaat drukte werden twee vakjes voor een verborgen foto weggehaald.  In het eerste seizoen werd de cursor al voor het antwoord geplaatst, en gingen de vakjes pas open aan het eind. Als de kandidaat binnen de gestelde tijd kon raden wat er op de foto stond, had hij/zij gewonnen. Werd de foto niet binnen de tijd geraden, dan ging de 2000 gulden of 1000 euro mee naar de volgende aflevering en werd er dan 2000 gulden of 1000 euro bij opgeteld. Zo werd het bedrag dat met het raden van de finalefoto kon worden gewonnen steeds hoger naarmate de finale niet werd gewonnen. Pas als er werd gewonnen werd er dan weer opnieuw begonnen bij 2000 gulden of 1000 euro.

## Einde
Eind augustus 2004 werden de uitzendingen van Get the Picture gestopt, omdat de EO en AVRO van thuisnet wisselden.
De AVRO ging naar Nederland 2, waar op dat moment al de dagelijkse quiz Lingo van de TROS liep, waardoor er geen plek meer was voor Get the Picture. Begin 2004 leek het er nog op dat de EO Get the Picture zou overnemen, maar later werd bekendgemaakt dat deze omroep het tijdslot wilde vullen met de quiz That's the Question.

## Trivia
- De uitzending van 31 december 1997 werd bij uitzondering eenmalig gepresenteerd door Bas Westerweel.
- In 1999 werd er een contract van 940 nieuwe afleveringen bij deze producent ondertekend; nooit eerder werden er in Nederland zoveel afleveringen van een televisieprogramma vooruit besteld.
- Er werd ook een cd-rom uitgebracht, waarmee mensen zelf Get the Picture konden spelen. Deze cd-rom bevatte dezelfde rondes als het tv-programma. Als voice-over was Paula Udondek te horen.
- Het 5-jarig bestaan van het programma werd gevierd met een reeks speciale afleveringen. In een daarvan deden de oudste kandidaten ter wereld mee: hun leeftijd waren 103 en 100 jaar. De oudste - mevrouw van Schaijk, won de aflevering. Tijdens deze aflevering las ze een zelfgeschreven gedicht voor. De AVRO werd daarop bedolven met telefoontjes van kijkers die het gedicht wilden hebben.